# Hugo Helfritz

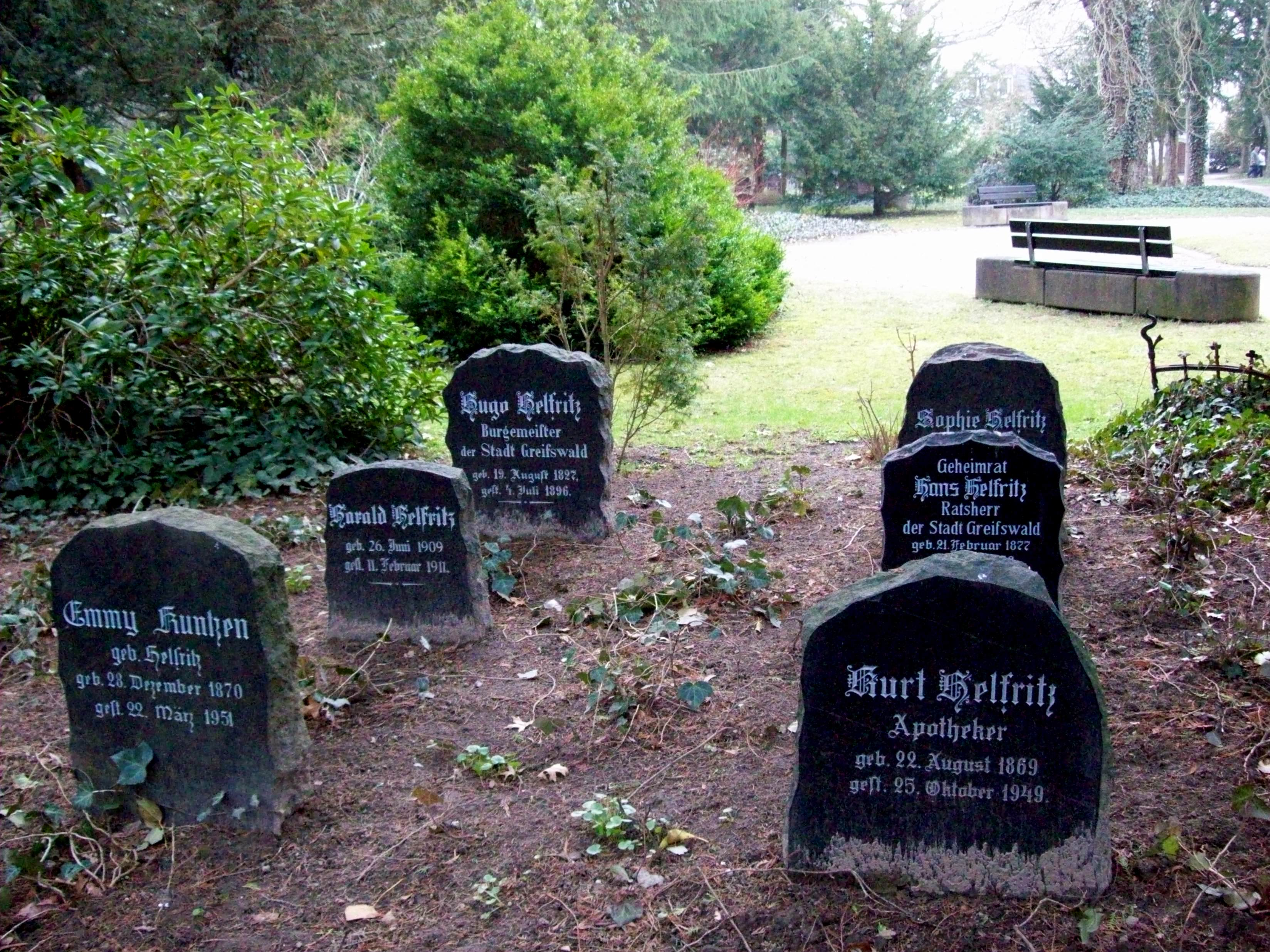
Familiengrab Helfritz auf dem Alten Friedhof Greifswald

Arthur Richard Hugo Helfritz (* 19. August 1827 in Iven; † 4. Juli 1896 in Greifswald) war Bürgermeister von Greifswald und preußischer Politiker.

## Leben
Hugo Helfritz war ein Sohn des Ivener Gutspächters und Amtmanns Fritz Helfritz und dessen Ehefrau Antonia Cäcilie Franziska, geborene Dornstein (1801–1851).
Als Senator der Stadt Greifswald initiierte er 1875 den Aufbau der städtischen Feuerwehr. 1878 wurde er Bürgermeister von Greifswald und zum Mitglied des preußischen Herrenhauses auf Lebenszeit ernannt.
Helfritz war seit 1865 verheiratet mit Sophie Beseler (1840–1921), Tochter des Juristen Georg Beseler. Aus der Ehe gingen mehrere Kinder hervor, darunter der Generalmajor Paul Helfritz (1872–1950) und der Rechtswissenschaftler Hans Helfritz (1877–1958). 
Das Grab von Hugo Helfritz befindet sich auf dem Greifswalder Alten Friedhof. Eine Straße in Greifswald ist nach ihm benannt.